# Peter Fitzhugh Brown
Peter Fitzhugh Brown (nacido el 2 de febrero de 1955) es el CEO del fondo de cobertura norteamericano Renaissance Technologies.

## Vida personal y educación
Brown es hijo de Henry B. R. Brown, que inventó el primer fondo del mercado monetario del mundo, el Reserve Fund. el hundimiento del fondo monetario.El bisabuelo de Brown era el juez federal de Estados Unidos Addison Brown, que también fue botánico y fundador del [[Jardín Botánico de Nueva York] ]]. También es descendiente del estadista de Virginia Richard Henry Lee, la resolución de junio de 1776 condujo a la Declaración de Independencia de los Estados Unidos.
Brown se graduó en la Harvard University con un B.A. en matemáticas. Más tarde obtuvo un doctorado. en informática por la Universidad Carnegie Mellon. Se casó con Margaret Hamburg el 23 de mayo de 1992, que después ejercería como jefe de la FDA bajo la Administración Obama. Juntos tienen dos niños. Su fundación familiar, Quetzal Trust , tiene más de 380 millones de dólares en activos a partir de 2020. 

## Carrera
Después de graduarse en Harvard, Brown se unió a un equipo de Exxon Office Systems que trabajaba en sistemas informáticos para transcribir el lenguaje hablado a texto informático. En 1984 se unió al grupo de habla de IBM, trabajando en software informático para transcribir texto hablado. El grupo, liderado por Frederick Jelinek, incluía Robert Mercer y varios otros matemáticos, estadísticos y científicos.
Para ellos, el lenguaje se podría moldear como un juego de azar. En cualquier momento de una frase, existe cierta probabilidad de lo que puede venir después, que se puede estimar en función del uso común pasado. ... cada paso del camino es aleatorio, pero depende del paso anterior: un modelo de Markov oculto. El trabajo de un sistema de reconocimiento del habla era tomar un conjunto de sonidos observados, analizar las probabilidades y hacer la mejor conjetura posible sobre las secuencias "ocultas" de palabras que podrían haber generado estos sonidos. Para ello, los investigadores de IBM utilizaron el algoritmo Baum-Welch, desarrollado por Jim Simons (matemático)|el primer socio comercial de Jim Simons, Lenny Baum , para hacerlo. cero en las distintas probabilidades lingüísticas. En lugar de programar manualmente en conocimiento estático sobre cómo funcionaba el lenguaje, crearon un programa que aprende de los datos. Convenció con éxito a Abe Peled, un ejecutivo de alto nivel de la división de investigación de 'IBM, que contrató al equipo de investigación de Carnegie Mellon que estaba programando un ordenador para jugar al ajedrez. El equipo, que trabajaba para IBM, desarrolló Deep Blue, que derrotó a Garry Kasparov en un partido de ajedrez de 1997.
Jim Simons se ofreció a duplicar los sueldos de IBM de Peter Brown y Robert Mercer, y fueron a trabajar para Renaissance Technologies en 1993. Brown y Mercer fueron los responsables de contratar a David Magerman en 1995 Brown y Mercer implementaron un nuevo sistema de comercio mejorado que incorporaba todas las señales comerciales y los requisitos de cartera de Renaissance Technologies en un sistema comercial monolítico, novedoso y mejorado. Poco después, fueron ascendidos a altos directivos y socios con porcentajes de los beneficios de Renaissance Technologies. Magerman encontró Magerman encontró y se solucionó dos errores de software graves en el sistema comercial de Brown y Mercer. En 1997, Simons va dar una participación del 10% en el capital. a Henry Laufer y, más tarde, dio importantes participaciones a Brown, Mercer y otros. De esta forma, Simons redujo su participación en el capital a algo más del 50%. en una nueva sede con un gimnasio, pistas de tenis iluminadas, una biblioteca con chimenea y un gran auditorio, donde se realizaban seminarios quincenales.
En 2003, Simons anunció que Brown y Mercer se convertirían en vicepresidentes ejecutivos de toda la empresa, cogestionando con el propio Simons. En noviembre de 2017, Mercer anunció que lo haría renuncia a Renaissance Technologies. Desde la dimisión de Mercer, Brown ha sido el único consejero delegado.

## Polémica de White's Ferry
Brown y sus hermanas, Elizabeth Devlin y Harriet Dickerson, son propietarios de Rockland Farm LLC en Loudoun County, Virginia, que lleva más de 200 años perteneciente a la familia Rust/Brown.
Una parte estrecha de la propiedad a lo largo del Río Potomac se ha utilizado durante mucho tiempo como desembarco del lado de Virginia de White's Ferry, un importante enlace de desplazamiento entre el condado de Loudoun y el Condado de Montgomery en Maryland. Después de que los operadores de White's Ferry construyeron una ampliación no autorizada del rellano, incluido un muro de contención de hormigón, después de los daños de una inundación, Rockland Farm LLC demandó, afirmando que se había violado la licencia de 1952. Rockland Farm LLC ganó su caso en noviembre de 2020 y White's Ferry cesó sus operaciones después de una riada que rompió el cable utilizado por el ferry para cruzar el río y las negociaciones fallidas para mantener el servicio en funcionamiento.